# Dolichopeza (Nesopeza) asura
Dolichopeza (Nesopeza) asura is een tweevleugelige uit de familie langpootmuggen (Tipulidae). De soort komt voor in het Oriëntaals gebied.